# Mariya Komarova
Mariya Andréyevna Komarova –en ruso, Мария Андреевна Комарова– (San Petersburgo, 24 de abril de 1998) es una deportista rusa que compite en curling.
Ganó una medalla de plata en el Campeonato Mundial de Curling Femenino de 2021, una medalla de bronce en el Campeonato Mundial de Curling Mixto de 2018 y una medalla de plata en el Campeonato Mundial de Curling Mixto Doble de 2018.

## Palmarés internacional
| Campeonato Mundial             | Campeonato Mundial | Campeonato Mundial | Campeonato Mundial |
| Año                            | Lugar              | Medalla            | Prueba             |
| ------------------------------ | ------------------ | ------------------ | ------------------ |
| 2021                           | Calgary (Canadá)   | Medalla de plata   | Equipo             |
| Campeonato Mundial Mixto       |                    |                    |                    |
| Año                            | Lugar              | Medalla            | Prueba             |
| 2018                           | Kelowna (Canadá)   | Medalla de bronce  | Mixto              |
| Campeonato Mundial Mixto Doble |                    |                    |                    |
| Año                            | Lugar              | Medalla            | Prueba             |
| 2018                           | Östersund (Suecia) | Medalla de plata   | Mixto doble        |